# فنیل‌اتیلیدن‌هیدرازین
فنیل‌اتیلیدن‌هیدرازین (انگلیسی: Phenylethylidenehydrazine) که با نام‌های ۲-فنیل‌اتیل‌هیدرازون و بتا-فنیل‌اتیلیدن‌هیدرازین هم شناخته می‌شود، یک بازدارنده آنزیم گابا ترانس‌آمیناز (گابا) است. این ماده، یک متابولیت داروهای ضدافسردگی فنلزین است و عامل افزایش «گابا» توسط این داروست.